# Rune Tangen
Rune Tangen (Moss, 16 december 1964) is een voormalig Noors voetballer (verdediger) die zijn grootste successen kende bij de Noorse eersteklasser Rosenborg BK. Zijn bijnaam luidde "Der Kaiser".

## Clubcarrière
Hij begon zijn profcarrière in 1981 bij Moss FK. Daar speelde hij tot 1990 en won hij in die periode één landstitel en één nationale beker. In 1991 vertrok hij naar Rosenborg BK. Hij bleef twee seizoenen bij de club uit Trondheim. Hij keerde terug naar de club uit zijn geboorteplaats, om in 1996 naar Oostenrijk te vertrekken. Daar speelde hij drie seizoenen. Hij sloot zijn loopbaan in 2002 af Moss FK.

## Interlandcarrière
Tangen speelde in totaal drie officiële interlands voor de nationale ploeg van Noorwegen. Hij maakte zijn debuut voor zijn vaderland op 26 april 1988 in de vriendschappelijke wedstrijd tegen Zweden (0-0) in Katrineholm, net als Jan Madsen, Jan Pedersen en Glenn Holm.

## Erelijst
Moss FK
- Noors landskampioen

1987
- Beker van Noorwegen

1983
 Rosenborg BK
- Noors landskampioen

1992, 1993
- Beker van Noorwegen

1992